# گراهام بیتون
گراهام بیتون (انگلیسی: Graham Beighton؛ زادهٔ ۱ ژوئیهٔ ۱۹۳۹) بازیکن فوتبال اهل بریتانیا است.
از باشگاه‌هایی که در آن بازی کرده‌است می‌توان به باشگاه فوتبال شفیلد ونزدی و باشگاه فوتبال استوک‌پورت کانتی اشاره کرد.